# رابرت دبلیو مالون
رابرت والاس مالون ویروس‌شناس و ایمنی‌شناس آمریکایی الاصل است. فعالیت‌های او متمرکز بر روی تکنولوژی آران‌ای پیام‌رسان، داروسازی و تحقیقات دارویی می‌باشد. در زمان دنیاگیری کووید-۱۹، به دلیل ارائه اطلاعات نادرست دربارهٔ ایمنی و اثرگذاری واکسن‌های کووید-۱۹ انتقادهای فراوانی از او شد.

## زندگی‌نامه و تحصیلات
رابرت مالون فارغ‌التحصیل دانشگاه کالیفرنیا، دیویس است و دکترای پزشکی خود را از دانشگاه نورث‌وسترن دریافت کرده‌است.